# Goera rakchasa
Goera rakchasa är en nattsländeart som beskrevs av Schmid 1991. Goera rakchasa ingår i släktet Goera och familjen grusrörsnattsländor. Inga underarter finns listade i Catalogue of Life.